# Окатон (Південна Дакота)
Окатон (англ. Okaton) — переписна місцевість (CDP) в США, в окрузі Джонс штату Південна Дакота. Населення — 31 особа (2020).

## Географія
Окатон розташований за координатами 43°51′8″ пн. ш. 100°52′53″ зх. д. / 43.85222° пн. ш. 100.88139° зх. д. (43.852108, -100.881366).  За даними Бюро перепису населення США в 2010 році переписна місцевість мала площу 77,17 км², з яких 77,09 км² — суходіл та 0,08 км² — водойми.

## Демографія
Згідно з переписом 2010 року, у переписній місцевості мешкало 36 осіб у 11 домогосподарстві у складі 9 родин. Густота населення становила 0 осіб/км².  Було 17 помешкань (0/км²).
Расовий склад населення:
| - 100,0 % — білих |

До двох чи більше рас належало 0,0 %. Частка іспаномовних становила 0,0 % від усіх жителів.
За віковим діапазоном населення розподілялося таким чином: 36,1 % — особи молодші 18 років, 52,8 % — особи у віці 18—64 років, 11,1 % — особи у віці 65 років та старші. Медіана віку мешканця становила 30,0 року. На 100 осіб жіночої статі у переписній місцевості припадало 89,5 чоловіків;  на 100 жінок у віці від 18 років та старших — 109,1 чоловіків також старших 18 років.
Цивільне працевлаштоване населення становило 6 осіб. Основні галузі зайнятості: мистецтво, розваги та відпочинок — 50,0 %, сільське господарство, лісництво, риболовля — 50,0 %.